# Deutsche Wohnen & Co. enteignen

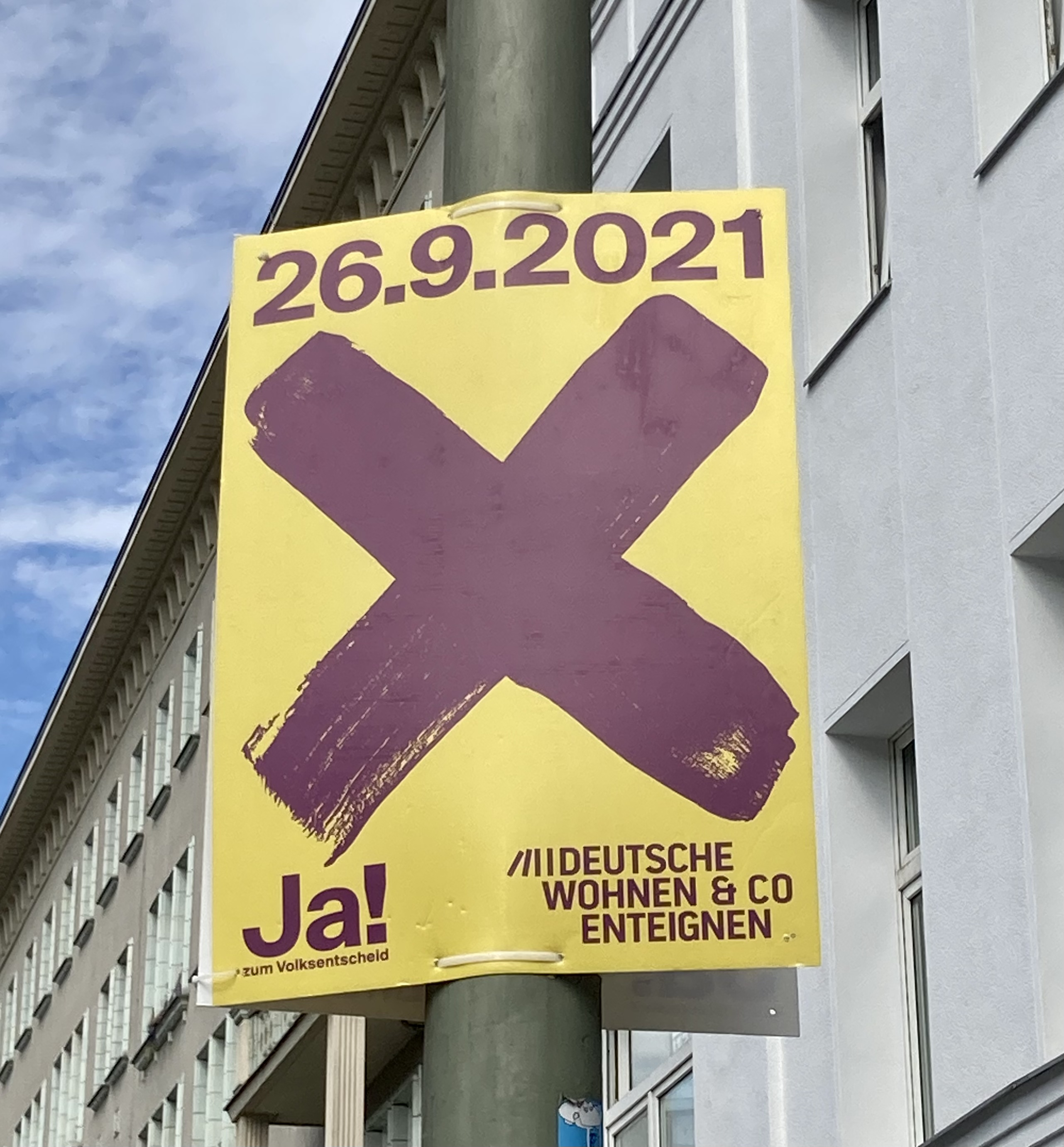
Plakát ke kampani Deutsche Wohnen & Co. enteignen se sloganem „Ja! Zum Volksentscheid“ (Hlasujte v referendu Ano!)

Deutsche Wohnen & Co. enteignen (DW enteignen; do češtiny přeložitelné jako Vyvlastnit Deutsche Wohnen a spol.) je berlínská iniciativa fungující od roku 2018, která vyzývá k referendu o vyvlastnění majetku soukromých společností vlastnících nájemní bydlení, které disponují v Berlíně 3 000 a více byty. Vyvlastnění by probíhalo prostřednictvím veřejných nákupů prováděných městem. To by ovlivnilo zhruba 243 000 nájemních bytů z celkem 1,5 milionu bytů existujících v Berlíně. Největší takovou společností je Deutsche Wohnen (odtud název), druhou největší je pak společnost Vonovia. Celkově by se vyvlastnění dotklo 12 velkých společností. Dne 26. září 2021 s 90% sečtených hlasů Der Tagespiegel oznámil, že většina voličů schválila referendum s podporou 59,1% voličů. Proti vyvlastnění se postavilo 40,9% voličů.

## Legislativní ukotvení
Článek 14 německé ústavy říká: „S majetkem jsou spojeny povinnosti. Jeho použití bude sloužit také veřejnému blahu“, - tato část zákona byla v praxi využívána již dříve.
Článek 15 stanoví právní základ „ Grund und Boden [..] können zum Zwecke der Vergesellschaftung durch ein Gesetz [..] in Gemeineigentum .. überführt werden ". (Půda, přírodní zdroje a výrobní prostředky mohou být za účelem znárodnění převedeny do veřejného vlastnictví nebo jiných forem veřejného podnikání zákonem, který určuje povahu a rozsah náhrad). Tento článek nebyl nikdy předtím použit.

## Příprava na referendum

### Sběr podpisů - fáze 1
Od dubna do července 2019 bylo shromážděno 77 001 podpisů. Nejméně 58 000 z nich bylo ověřeno, což přesahuje požadavek na 20 000 podpisů nutných k postupu k právnímu přezkumu odboru vnitra a sportu berlínského senátu.

### Právní přezkum
Právní přezkum berlínským senátem probíhal po dobu 441 dnů od 4. července 2019 do 17. září 2020. Senátor pro vnitro Geisel byl ze strany iniciativy a stran Die Linke a Svaz 90/Zelení obviněn z úmyslného zdržování kontroly. Text usnesení byl upraven tak, aby byl v souladu s právními předpisy.

### Sběr podpisů - fáze 2
Dalších 349 658 podpisů bylo shromážděno během čtyřměsíčního období od 26. února do 25. června 2021. Bylo zkontrolováno nejméně 261 000 podpisů, přičemž více než 175 000 z nich je právoplatných, což překračuje kvórum 170 000 podpisů nebo 7% oprávněných voličů (německých občanů Berlína) nutných k zahájení veřejného referenda. Byl to vůbec nejvyšší počet podpisů shromážděných v berlínském referendu.

## Referendum a následné kroky
Po skončení fáze shromažďování podpisů bylo referendum naplánováno na 26. září 2021, ve stejnou dobu jako volby do berlínského sněmu a spolkové volby. K úspěšnému referendu je zapotřebí většiny hlasů pro referendum a minimálně 25% všech oprávněných voličů, přibližně 625 000 hlasů. V roce 2013 schválilo referendum o energetice 83% těch, kteří hlasovali, ale neuspěli, protože pro hlasovalo pouze 24,2% berlínských voličů, přičemž k tomu bylo požadováno kvórum 25% a více.
Dne 26. září 2021 s 90% sečtených hlasů Der Tagespiegel oznámil, že většina voličů schválila referendum s podporou 59,1% voličů a 40,9% voličů proti vyvlastnění.
Přestože referendum se svým požadavkem u voličů uspělo, není právně závazné a je třeba upřesnit konkrétní formu dalšího postupu, a to včetně částek odškodnění. Vše by následně musel ještě schválit berlínský senát. Německá ústava říká, že výše náhrady by měla vyvážit zájmy veřejnosti a dalších zúčastněných stran. Odhaduje se, že daňové poplatníky by vyvlastnění stálo mezi 7 a 36 miliardami eur, přičemž vyšší hranici představují tržní ceny. Pokud případně bude výše náhrady na vyšší úrovni, mohlo by to snížit účinnost iniciativy.

## Postoj k iniciativě
| Typ organizace     | Pro | Proti |
| ------------------ | --- | --- |
| Politická strana   | Die Linke, Svaz 90/Zelení, JUSOS (mládežnická organizace německé SPD)                                               | SPD, CDU/CSU, AfD, FDP                                                                                                |
| Odborový svaz      | IG Metall, GEW, ver.di, DGB Jugend                                                                                  | |
| Zájmová organizace | Berliner Mieterverein (Berlínské sdružení nájemníků), Berliner MieterGemeinschaft (Berlínská nájemnická společnost) | BBU Verband Berlin-Brandenburgischer Wohnungsunternehmen (Svazek berlínských a braniborských podnikatelů v ubytování) |